# 柳杉似尖葉節蜱
柳杉似尖葉節蜱（学名：Acaphyllisa cryptomeria）为節蜱科似尖葉節蜱屬下的一个种。